# Antoine de Sagne de Lombard
Antoine de Sagne de Lombard, né le 16 août 1756 à Saint-Martin-de-Ré (île de Ré) et mort le 16 août 1842 à La Rochelle (Charente-Inférieure), est un général de division de la Révolution française.

## États de service
Fils d’un officier des troupes de la marine, il entre en service comme soldat au régiment des recrues des colonies le 1er mai 1765 et devient lieutenant le 23 mai 1772. Le 16 mars 1773 il est réformé avec ce corps.
Le 15 août 1774 il est lieutenant en second au régiment de la Martinique, puis il passe lieutenant en premier au régiment de la Guadeloupe le 1er mai 1775 et le 17 août 1777, il rejoint le dépôt des recrues des colonies. Il passe capitaine le 17 avril 1779 et il est employé le 7 octobre 1782, au régiment de la Guadeloupe. Il est fait chevalier de Saint-Louis le 14 mars 1791. Le 28 octobre 1791, il est élu lieutenant-colonel au 1er bataillon de volontaires de Charente-Maritime et il sert à l’armée du Rhin en 1791 et 1792. Il est nommé chef de bataillon le 14 janvier 1793, au 44e régiment d’infanterie et chef de brigade provisoire le même jour. 
Il est promu général de brigade provisoire le 1er octobre 1793, et le 5 novembre suivant il commande la 1re brigade de la 1re division de l’armée de la Moselle. Il est nommé général de division provisoire le 12 novembre 1793 et il est blessé, puis fait prisonnier le 17 novembre suivant au combat de Bliescastel. 
Libéré par échange de prisonniers à Wesel le 15 août 1795, il est confirmé dans son grade de général de brigade le 10 septembre 1795, mais il refuse. Il est autorisé à prendre sa retraite le 26 septembre 1795. Il est réformé le 8 janvier 1799 et admis à la retraite le 22 mars 1800.
Il meurt le 16 août 1842 à la Rochelle.

## Sources
- (en) « Generals Who Served in the French Army during the Period 1789 - 1814: Eberle to Exelmans »
- (pl) « Napoléon.org.pl »
- Thierry Pouliquen, « Les généraux français et étrangers ayant servis [sic] dans la Grande Armée » (consulté le 30 avril 2014)
- Étienne Charavay, Correspondance général de Carnot, tome 4, imprimerie Nationale, 1897, p. 66